# MTVアンプラグド (ボブ・ディランのアルバム)
『MTVアンプラグド』（MTV Unplugged）は、1995年にリリースされたボブ・ディランのスタジオ・ライブ・アルバム。MTVのアコースティック・ライブの「MTVアンプラグド」企画として、1994年11月17・18日ニューヨークのソニー・ミュージック・スタジオにて、映像と共にレコーディングされ、後日MTVチャンネルで放送された。
ビルボード200チャートで最高23位、全英アルバム・チャートで10位、日本のオリコンで28位を記録した。RIAAよりゴールド・ディスクに認定されている。
LP盤は二枚組仕様。映像は、VHS・LD・DVDなどでリリースされている。CD初回盤の「天国への扉」では歓声がループしてミックスされるというミスプレスも出回った。

## 収録曲
全曲ボブ・ディラン作詞・作曲
1. トゥームストーン・ブルース - Tombstone Blues – 4:54
2. シューティング・スター - Shooting Star – 4:06
3. 見張塔からずっと - All Along the Watchtower – 3:36
4. 時代は変る - The Times They Are a-Changin' – 5:48
5. ジョン・ブラウン - John Brown – 5:22
6. 廃墟の街 - Desolation Row - 8:22
7. 雨の日の女 - Rainy Day Women #12 & 35 – 3:31
8. ラヴ・マイナス・ゼロ／ノー・リミット - Love Minus Zero/No Limit –  （日本・ヨーロッパのみ）
9. ディグニティ - Dignity – 6:30
10. 天国への扉 - Knockin' on Heaven's Door – 5:30
11. ライク・ア・ローリング・ストーン - Like a Rolling Stone – 9:09
12. 神が味方 - With God on Our Side – 7:16

## 解説
「神が味方」では、理由は不明だが、ドイツ、ホロコースト、ロシアの歌詞の部分を省略して演奏している。「ジョン・ブラウン」ではそれぞれのVerseの最後の行がオリジナルでは繰り返し歌われるがそれも省略。

### セッション
1994年11月17・18日ニューヨークのソニー・ミュージック・スタジオに観客を前に演奏をし、録音・録画が行われた。ディランは両日とも同じ衣装を着ている。演奏された曲目は以下の通り。

#### 11月17日
1. トゥームストーン・ブルース - Tombstone Blues
2. アイ・ウォント・ユー - I Want You
3. くよくよするなよ - Don't Think Twice, It's All Right
4. 廃墟の街 - Desolation Row
5. ヘイゼル - Hazel
6. エヴリシング・イズ・ブロークン - Everything Is Broken
7. 時代は変る - The Times They Are a-Changin'
8. ラヴ・マイナス・ゼロ／ノー・リミット - Love Minus Zero/No Limit
9. ディグニティ - Dignity
10. 神が味方 - With God on Our Side

#### 11月18日
1. アブソリュートリー・スウィート・マリー - Absolutely Sweet Marie
2. シューティング・スター - Shooting Star
3. 見張塔からずっと - All Along the Watchtower
4. マイ・バック・ペイジズ - My Back Pages
5. 雨の日の女 - Rainy Day Women #12 & 35
6. ジョン・ブラウン - John Brown
7. 時代は変る - The Times They Are a-Changin'
8. ディグニティ - Dignity
9. 天国への扉 - Knockin' on Heaven's Door
10. ライク・ア・ローリング・ストーン - Like a Rolling Stone （演奏ミス）
11. ライク・ア・ローリング・ストーン - Like a Rolling Stone
12. 今宵はきみと - Tonight I'll Be Staying Here With You （演奏ミス）
13. 今宵はきみと - Tonight I'll Be Staying Here With You
14. 廃墟の街 - Desolation Row
15. アイ・ウォント・ユー - I Want You

## パーソネル
- ボブ・ディラン - ボーカル、ギター、ハーモニカ
- Bucky Baxter - ドブロ、ペダル・スティール、スティール・ギター
- Tony Garnier - ベース
- John Jackson - ギター
- Brendan O'Brien - ハモンド・オルガン
- Winston Watson - ドラムス

- Jeff Rosen - エグゼクティブ・プロデューサー
- Ed Cherney - ミキシング
- Don Was - ミキシング
- Randy Ezratty - エンジニア
- Scott Hull - マスタリング
- Greg Calbi - マスタリング
- Allen Weinberg - アート・ディレクション
- Kim Gaucher - イラストレーション
- Frank Micelotta - 写真撮影
- スティーブ・クレイマー - マネージメント

## リリース
日本
日本ではミニディスク規格でもリリースされた。
| 日付          | レーベル | 規格 | カタログ番号 | 付記 |
| ------------- | -------- | ---- | ------------ | ---- |
| 1995年5月11日 | ソニー   | CD   | SRCS-7616    |      |
|               | ソニー   | MD   |              |      |